# Landsmannschaft Schlesien
Landsmannschaft Schlesien — Nieder- und Oberschlesien e.V. («Територіальна асоціація Сілезії — Нижня і Верхня Сілезія», «Асоціація батьківщин Сілезії — Нижня і Верхня Сілезія») — це організація німців, що народилися в колишніх прусських провінціях Нижньої та Верхньої Сілезії, та їх нащадків, які в даний час проживають у Німеччині. Landsmannschaft Schlesien була заснована в березні 1950 року і є членом Федерації вигнаних, а штаб-квартира знаходиться в Кенігсвінтері, Північний Рейн-Вестфалія.
У 1985 році Landsmannschaft планував провести конгрес у Штутгарті під девізом «40 років вигнання — Сілезія залишається нашою». Канцлер Гельмут Коль відмовився брати участь, якщо не буде змінено гасло. На конгресі 2001 року, що відбувся в Нюрнберзі, міністр внутрішніх справ Отто Шилі був освистаний, коли сказав, що вигнання німців були наслідком німецької агресії.
Молодіжна організація, Schlesische Jugend, була заснована в 1948 р. Її метою є збереження спадщини Сілезії з її культурою та ландшафтами. Основна увага в роботі Schlesische Jugend зосереджена на культурно-політичній освіті. Schlesische Jugend звинувачували у зв'язках з правим «Юнге Ландсманншафт Остдойчланд», а також з крайньою правою Націонал-демократичною партією Німеччини, яка призвела в 2011 році до виключення з Ландсманщафту.